# Stauropus
Stauropus é um gênero de traça pertencente à família Arctiidae.